# Højen Sogn
Højen Sogn er et sogn i Vejle Provsti (Haderslev Stift).
I 1800-tallet var Jerlev Sogn anneks til Højen Sogn. Begge sogne hørte til Jerlev Herred. De udgjorde Højen-Jerlev sognekommune, som senere blev delt i to. Ved kommunalreformen i 1970 blev Højen indlemmet i Vejle Kommune, og Jerlev blev indlemmet i  Egtved Kommune, der ved strukturreformen i 2007 også indgik i Vejle Kommune.
I Højen Sogn ligger Højen Kirke.
I sognet findes følgende autoriserede stednavne:
- Gammel Højen (bebyggelse)
- Horsted (bebyggelse, ejerlav)
- Højen (ejerlav)
- Højen Hede (bebyggelse)
- Højenskov (bebyggelse)
- Højentang (bebyggelse)
- Nederbro (bebyggelse)
- Ny Højen (bebyggelse)
- Stubberup (bebyggelse, ejerlav)